# ای‌هیمه (دختر اودا نوبوناگا)
ای هیمه (به ژاپنی: 永姫) (۱۵۷۴–۱۶۲۳ میلادی) چهارمین دختر اودا نوبوناگا بود. نام مادر او مشخص نیست. وی در سال ۱۵۸۱ در سن هفت سالگی به ازدواج مائدا توشیناگا پسر ارشد مائدا توشی‌ایه درآمد. در طی نبرد سکیگاهارا به همراه مادر شوهر خود مائدا ماتسو به عنوان گروگان به ادو فرستاده شد اما پس از پایان جنگ به نزد شوهر خود توشیناگا برگشت.

## خانواده
- پدر: اودا نوبوناگا (۱۵۳۶–۱۵۸۲)
- برادران:
  - اودا نوبوتادا (۱۵۵۷–۱۵۸۲)
  - اودا نوبوکاتسو (۱۵۵۸–۱۶۳۰)
  - اودا نوبوتاکا (۱۵۵۸–۱۵۸۳)
  - هاشیبا هیده‌کاتسو (۱۵۶۷–۱۵۸۵)
  - اودا کاتسوناگا(۱۵۶۸–۱۵۸۲)
  - اودا نوبوهیده (۱۵۷۱–۱۵۹۷)
  - اودا نوبوتاکا (۱۵۷۶–۱۶۰۲)
  - اودا نوبویوشی (۱۵۷۳–۱۶۱۵)
  - اودا نوبوسادا (۱۵۷۴–۱۶۲۴)
  - اودا نوبویوشی (مرگ ۱۶۰۹)
  - اودا ناگاتسوگو (مرگ ۱۶۰۰)
  - اودا نوبوماسا (۱۵۵۴–۱۶۴۷)
- خواهران:
  - توکوهیمه (۱۵۵۹–۱۶۳۶)
  - فویوهیمه (۱۵۶۱–۱۶۴۱)
  - هیده‌کو (مرگ ۱۶۳۲)
  - ای‌هیمه (۱۵۷۴–۱۶۲۳)
  - هون‌این
  - سان نو مارو دونو (مرگ ۱۶۰۳)
  - تسوروهیمه